# 格氏貝湖魚
格氏貝湖魚，為輻鰭魚綱鮋形目杜父魚亞目貝湖魚科的其中一種，為溫帶淡水魚，分布於俄羅斯貝加爾湖淡水水域，體長可達19公分，棲息在底層水域，以橈腳類、片腳類及小魚為食，生活習性不明，可做為食用魚。

## 扩展阅读
維基物種上的相關：格氏貝湖魚